# Amt Kocheneck

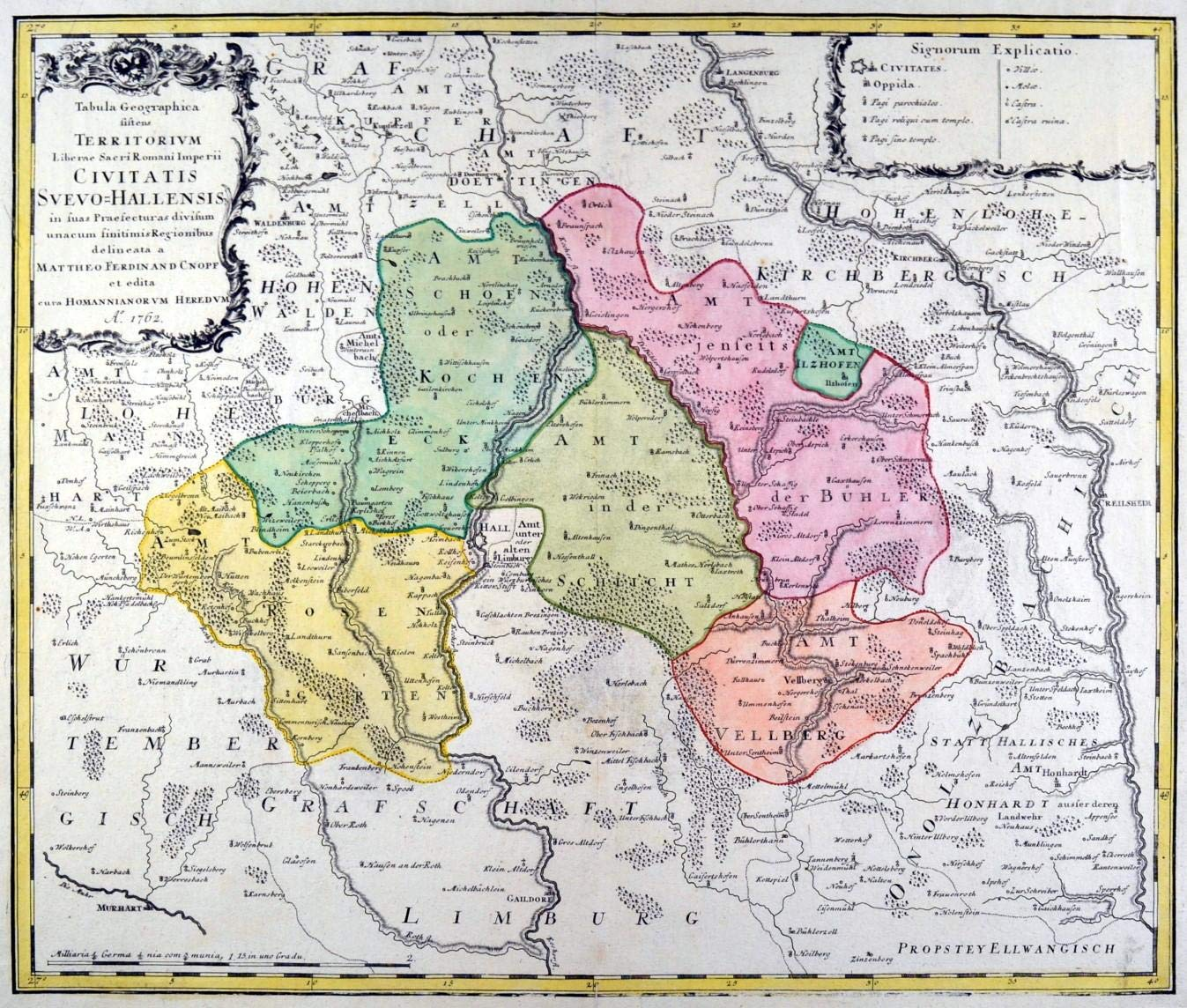
Genordete Karte des hällischen Territoriums im Jahre 1762. Das Amt Kocheneck liegt nordwestlich von Hall (grüne Fläche).

Das Amt Kocheneck war bis 1803 eines von sieben städtischen Ämtern der Reichsstadt Hall, dem heutigen Schwäbisch Hall im nördlichen Baden-Württemberg.
Das Amt Kocheneck lag nordwestlich von Hall; zu ihm gehörten die Dörfer Arnsdorf, Enslingen, Kupfer, Übrigshausen, Obermünkheim, Wackershofen (ganz), sowie Gailenkirchen, Gottwollshausen, Untermünkheim (je teilweise) und ganz im Westen des Amtes, schon auf der Höhenlage der Waldenburger Berge das Kirchdorf Neunkirchen mit Witzmannsweiler. Im Jahr 1803 hatte das Amt Kocheneck 1831 Einwohner.
Die Ämter der Reichsstadt Hall zogen die Abgaben der Untertanen ein. In den einzelnen Orten hatten oft auch andere Herrschaften wie Brandenburg-Ansbach und das Haus Hohenlohe Teile der Rechte inne.
Mit dem Ende der Reichsstadt Hall wurde das Gebiet des Amtes Kocheneck in das württembergische Oberamt Hall eingegliedert.